# 捷迅車隊
捷迅車隊（X-Speed United Continental）是一隊總部設於加拿大的美洲洲際單車隊。
該車隊於2019年起註冊為洲際隊，其根據地於2020年賽季起由香港遷往加拿大。

## 車手名單

### 2020年
|          | 車手            | 出生日期       |
| -------- | --------------- | -------------- |
| 加拿大   | 伊雲·波特尼克   | 1997年4月3日   |
| 澳大利亚 | 布拉登·迪恩     | 1996年1月10日  |
| 加拿大   | 尼古拉斯·迪尼斯 | 1999年3月23日  |
| 匈牙利   | 大衛·高華斯     | 1997年1月3日   |
| 伊朗     | 艾文·穆阿扎米   | 1990年3月26日  |
| 澳大利亚 | 泰基·梅拿       | 2000年12月28日 |
| 荷兰     | 耶塞·拉斯       | 1995年1月20日  |
| 比利时   | 威姆·雷納特斯   | 1995年5月12日  |

|          | 車手          | 出生日期       |
| -------- | ------------- | -------------- |
| 加拿大   | 馬田·路比斯   | 1995年11月20日 |
| 澳大利亚 | 佐頓·舒米特   | 1998年11月12日 |
| 澳大利亚 | 干諾·盛斯     | 1999年7月27日  |
| 英国     | 祖殊·提士道   | 1993年10月23日 |
| 卢森堡   | 湯姆·蒂爾     | 1990年3月31日  |
| 加拿大   | 愛德華·威爾斯 | 1996年11月22日 |
| 加拿大   | 約翰·維覺士   | 1998年10月4日  |
| 香港     | 黃啟秦        | 1991年7月27日  |

- 雷納特斯於2020年6月23日起加入。
- 高華斯於2020年6月24日起加入。

### 2019年
|          | 車手              | 出生日期              |
| -------- | ----------------- | --------------------- |
| 澳大利亚 | 賈斯柏·阿布雷希特 | 1999年2月16日（20歲） |
| 加拿大   | 伊雲·波特尼克     | 1997年4月3日（22歲）  |
| 香港     | 保洛·卡布托       | 1974年7月28日（45歲） |
| 香港     | 張浩銓            | 2000年2月24日（19歲） |
| 香港     | 趙浚軒            | 1994年6月27日（25歲） |
| 加拿大   | 尼古拉斯·迪尼斯   | 1999年3月23日（20歲） |
| 加拿大   | 威廉·義律         | 1995年4月4日（24歲）  |
| 香港     | 劉允禧            | 1995年2月3日（24歲）  |
| 澳大利亚 | 戴倫·麥健拿       | 1998年6月18日（21歲） |

|          | 車手          | 出生日期               |
| -------- | ------------- | ---------------------- |
| 加拿大   | 萊恩·路夫     | 1983年1月10日（36歲）  |
| 加拿大   | 馬田·路比斯   | 1995年11月20日（24歲） |
| 澳大利亚 | 佐頓·舒米特   | 1998年11月12日（21歲） |
| 澳大利亚 | 干諾·盛斯     | 1999年7月27日（20歲）  |
| 加拿大   | 愛德華·威爾斯 | 1996年11月22日（23歲） |
| 香港     | 溫曜謙        | 1997年11月25日（22歲） |
| 香港     | 黃啟秦        | 1991年7月27日（28歲）  |
| 香港     | 楊文俊        | 1996年1月4日（23歲）   |

- 劉允禧於2019年7月22日起加入。

## 主要勝出賽事
2019年
 環柔依斯干達單車賽第1站（萊恩·路夫）

## 外部連結
- 2020年車手名單 (uci.org) （页面存档备份，存于）